# Pillars of Eternity
Pillars of Eternity (dt. Säulen der Ewigkeit), in der Vorberichterstattung auch unter dem Arbeitstitel Project Eternity bezeichnet, ist ein Computer-Rollenspiel des amerikanischen Spieleentwicklers Obsidian Entertainment, dessen Entwicklung mit Hilfe einer Crowdfunding-Kampagne finanziert wurde. Über die Online-Plattform Kickstarter erhielt das Unternehmen dafür im Finanzierungszeitraum vom 14. September 2012 bis zum 16. Oktober 2012 von 74.000 Unterstützern rund vier Millionen US-Dollar. Es war, bis zur Finanzierung des Rollenspiels Torment: Tides of Numenera, das höchste über Kickstarter finanzierte Spielesoftwareprojekt und kurzzeitig auch die höchste Computerspiel-Fanfinanzierung insgesamt, abgelöst am 19. November 2012 durch Star Citizen.

## Handlung
Pillars of Eternity spielt in der eigens von Obsidian erdachten Fantasywelt Eora, die technologisch an das europäische Mittelalter und die frühe Renaissancezeit angelehnt ist, in der aber auch Magie möglich ist. Die Welt ist außerdem durch einen permanenten Kreislauf von Tod und Wiedergeburt von Seelen gekennzeichnet. Reinkarniert eine Seele nach einer kurzen Zwischenphase in einem neuen Körper, kann sie sich in der Regel jedoch weder an ihre vergangenen Leben noch an die Phase seit dem letzten körperlichen Tod erinnern.
Zu Beginn befindet sich der Spielercharakter auf der Reise in ein Dorf namens Goldtal (engl. Gilded Vale), das in Dyrwald (engl. Dyrwood) gelegen ist, einer ehemaligen Kolonie des Kaiserreichs Aedyr. Seine Karawane wird überfallen, die Mitreisenden getötet und er gerät in einen magischen Sturm, durch den eine besondere Fähigkeit in ihm erweckt wird. Er wird zu einem Wächter (engl. watcher), der die Seelen anderer Lebewesen lesen und so ihre Vergangenheit erkunden kann. Gleichzeitig wird er aber auch von den Erinnerungen seiner eigenen Seele bestürmt, die ihn in den Wahnsinn zu stürzen drohen. Den Hinweisen eines anderen Wächters folgend, begibt sich der Spielercharakter auf die Suche nach den Hintergründen und dem Verantwortlichen dieser Geschehnisse. Er stößt dabei auf großes Leid unter den Bewohnern des Dyrwalds, das durch die sogenannten Hohlgeburten verursacht wird, Kinder, die ohne Seele geboren wurden und daher stumpfsinnig und apathisch sind.

## Spielprinzip

### Charaktererstellung
Ähnlich wie Baldur’s Gate ist Pillars of Eternity ein klassisches Rollenspiel mit einer bis zu sechsköpfigen Heldengruppe. Der Spieler erstellt zu Beginn einen Spielercharakter, für den er jeweils zwischen sechs Rassen, elf Klassen, sieben Lebenshintergründen und mehreren Kulturen wählen sowie das Geschlecht festlegen kann. Jeder Charakter wird definiert über sechs Attribute (Macht, Verfassung, Gewandtheit, Wahrnehmung, Intelligenz, Entschlossenheit) und fünf Fähigkeiten (Heimlichkeit, Athletik, Wissen, Mechanik und Überleben), die letztlich die Möglichkeiten der Figur in Kampf, Dialog und ähnlichen Aktionen beeinflussen. Im weiteren Spielverlauf kann der Spieler wie in Baldur’s Gate Begleitcharaktere in seine Gruppe aufnehmen, die eigene Hintergründe haben und sich z. B. mit Kommentaren in den Spielverlauf einmischen. Alternativ kann der Spieler wie in Icewind Dale weitere Figuren ohne vorgegebene Persönlichkeit erstellen. Die Möglichkeit, das Spiel ohne weitere Begleiter zu bestreiten, besteht ebenfalls.

### Spielaufbau und Steuerung
Die Spielwelt setzt sich aus mehreren Leveln zusammen, die über eine Weltkarte angesteuert werden können. Diese Karten bestehen aus zweidimensionalen, vorgerenderten Bildschirmhintergründen, die dem Spieler aus einer isometrischen Überblicksperspektive präsentiert werden und vor denen die in 3D berechneten Spielfiguren agieren. Hinzu kommen weitere in Echtzeit berechnete Effekte (z. B. Wasseranimationen und Lichteffekte). Die Steuerung der Spielfiguren erfolgt über eine grafische Point-and-Click-Benutzeroberfläche. Der Spieler erkundet die Karten, führt Gespräche mit anderen Spielfiguren, löst Aufgaben und führt Kämpfe. Ähnlich wie das spielerische Vorbild Baldur’s Gate werden die Kämpfe in Echtzeit ausgeführt, können aber jederzeit auf Tastendruck pausiert werden, um den Spielfiguren taktische Anweisungen zu geben. Für das erfolgreiche Lösen von Aufgaben und im begrenzten Maß auch für das Töten von Gegnern erhält der Spieler Erfahrungspunkte, die zu Stufenaufstiegen und damit zu Verbesserungsmöglichkeiten für die Heldenfiguren führen können.

## Entwicklung

### Im Vorfeld
Viele Mitarbeiter Obsidians waren zuvor Angestellte des Rollenspiel-Entwicklers Black Isle Studios. Gemeinsam mit dem kanadischen Entwickler BioWare waren diese für die Entwicklung der Infinity-Spiele verantwortlich, die entscheidend zur Wiederbelebung des Rollenspiel-Genres Ende der 1990er Jahre beitrugen. Durch die Weiterentwicklung des Marktes sah Obsidian jedoch keine Möglichkeit einen Finanzierungspartner für die Entwicklung eines ähnlich konzipierten Spieles zu finden, da ein solches Projekt nicht in das Blockbuster-Konzept des vorherrschenden Publisher-Modells passe. Entsprechende Sondierungsgespräche stießen auf wenig Interesse, auch Gespräche mit Investoren blieben ergebnislos.
Im März 2012 musste Obsidian nach der Einstellung eines Auftragsprojekts mehrere Mitarbeiter entlassen, ohne ein baldiges Anschlussprojekte drohte dem Unternehmen die Schließung. Im selben Monat konnte das US-amerikanische Entwicklungsstudio Double Fine Productions bei der Finanzierung des sogenannten Double Fine Adventures über Kickstarter 3,3 Millionen US-Dollar einnehmen. Es demonstrierte damit eine mögliche Alternative zum bisherigen Finanzierungs-Modell durch einen Softwarepublisher und löste damit einen Boom bei der Computerspielfinanzierung aus, der zahlreiche Nachahmer anzog. Unter anderem erzielten auch die Rollenspiel-Projekte Wasteland 2, das von Obsidian sowohl technisch als auch beim Design durch Obsidians Creative Director Chris Avellone unterstützt wurde, und Shadowrun Returns siebenstellige Summen. Im Zuge dessen gab es daher auch bei Obsidian konkrete Planungen zu einem Crowdfunding-Projekt. Nach einer ersten Umfrage von Avellone im firmeneigenen Onlineforum entwickelten er, Obsidian-Chef Feargus Urquhart und die Obsidian-Mitarbeiter Tim Cain, Joshua E. Sawyer, Adam Brennecke ein Spielkonzept, das sich an den Infinity-Spielen orientierte. Über einen Zeitraum von zwei Monaten bereitete Brennecke als Hauptverantwortlicher den Pitch des Spiels vor. Zum Zeitpunkt der Projektankündigung war Obsidian das größte Spieleentwicklungsunternehmen, das auf Kickstarter um Finanzierung seines Projektes bat.

### Projektziele
Ziel des Projektes ist die Entwicklung eines Computer-Rollenspiels in der Tradition der sogenannten Infinity-Spiele (Baldur’s Gate, Icewind Dale, Planescape: Torment). Wie bei diesen Titeln soll es sich bei dem Spiel um ein gruppenbasiertes Fantasy-Rollenspiel mit taktischen Kämpfen handeln. Die Kämpfe sollen dabei in Echtzeit ausgetragen werden, jedoch auf Tastendruck jederzeit angehalten werden können. Das Endprodukt soll die unterschiedlichen Schwerpunkte der drei maßgebenden Spielreihen vereinen. Das Gesamtdesign soll sich demnach hauptsächlich an Baldur’s Gate orientieren, einschließlich umfassender Interaktionen mit und zwischen den vorgenerierten Begleitcharakteren. Das Design der Schauplätze und die Gestaltung der Kämpfe soll sich dagegen an Icewind Dale anlehnen, während die im Spiel behandelten Themen und Motive der Handlung ähnlich wie in Planescape: Torment vielschichtig und in diesem Sinne erwachsen gestaltet sein sollen.

### Finanzierungskampagne
Die Finanzierungskampagne auf Kickstarter eröffnete am 14. September 2012 und endete am 16. Oktober 2012. Das Finanzierungsziel lag bei einer Mindestsumme von 1,1 Millionen US-Dollar. Diese Summe wurden bereits in etwas mehr als 24 Stunden erreicht. Tatsächlich konnten via Kickstarter 3.986.929 US-Dollar von 73.986 Unterstützern eingenommen werden. Hinzu kamen von 3.681 weiteren Unterstützern 176.279 US-Dollar über den alternativen Zahlungsweg PayPal, sodass sich die Gesamtsumme bei Ablauf der Kickstarter-Kampagne auf 4.163.208 US-Dollar belief, die Gesamtzahl der Unterstützer auf 77.667. Es handelte sich zu diesem Zeitpunkt um die höchste erfolgreiche Finanzierungskampagne eines Spielesoftwareprojekts auf Kickstarter, bis der Betrag am 5. April 2013 von inXile Entertainments Torment: Tides of Numenera (4,19 Millionen US-Dollar) eingestellt wurde. Per Paypal konnte diese Summe bis zum 3. Dezember 2012 nochmals auf über 4,3 Millionen US-Dollar gesteigert werden. Durch Crowdfunding war es Obsidian erstmals möglich, sämtliche Markenrechte an dem entwickelten Spiel und der Spielwelt behalten zu können. In der Firmengeschichte handelte es sich nach dem für Publisher Sega konzipierten Alpha Protocol erst um die zweite Eigenentwicklung, die nicht auf einer Lizenz basierte. Durch den Besitz der Markenrechte sah sich Obsidian zudem in der Lage, Begleitprodukte und Merchandising rund um das Spiel und die Spielwelt aufzubauen.
Trotz der zweimonatigen Vorbereitungszeit wurde Obsidian eigenen Angaben zufolge durch das zeitige Erreichen des Finanzierungsziel überrascht. Durch die erheblichen Zusatzeinnahmen wurden bereits während der Finanzierungskampagne mehrfach deutliche Ausweitungen des ursprünglichen Projektumfangs durch sogenannten „stretch goals“ (deutsch etwa: Bonusziele) angekündigt. So wurden die Spielwelt vergrößert, die Optionen zur Charaktererstellung mehrfach erweitert, Textübersetzungen (deutsch, französisch, spanisch, russisch, polnisch) und Spielversionen für die Betriebssysteme Mac OS und Linux hinzugefügt. Auch die Entwicklung einer größeren Erweiterung nach Abschluss des Spiels wurde bereits im Vorfeld bekanntgegeben. Weiterhin kündigte Obsidian eine Dokumentation des Entwicklungsprozesses an.
Als Gegenleistung für die Finanzierung bot Obsidian Unterstützern je nach Beitragshöhe unterschiedliche Belohnungen. Ab 25 US-Dollar erhielten alle Unterstützer die Zusage über eine digitale Kopie des fertiggestellten Spiels. Bei höheren Beträgen wurde dies stufenweise um weitere physische wie digitale Boni erweitert, einschließlich der Möglichkeit, Spielinhalte (Gegenstände, Spielfiguren, Lokalitäten) für das Spiel mitgestalten zu können. Für den gesamten Entwicklungsprozess versprach Obsidian zudem die Einbindung von Community-Feedbacks und regelmäßige Informationen über den Verlauf. Letztere erfolgen unter anderem in Form wöchentlicher Werkstatt-Berichte.
Im Dezember 2013 gab Obsidian mit Pillars of Eternity schließlich den finalen Titel des Spiels bekannt.

### Veröffentlichung
Am 17. März 2015 wurden die Fertigstellung der Entwicklungsarbeiten und der Beginn der Konzeptionsphase für ein Add-on bekanntgegeben. Nach der Veröffentlichung wurden mehrere Patches veröffentlicht, welche Fehler im Spiel behoben. Zusätzlich existiert ein Fan-Patch, welcher verbliebene Lokalisierungsfehler der deutschen Übersetzung korrigiert. Das Add-on The White March erschien in zwei Teilen am 25. August 2015 und am 16. Februar 2016.

## Rezeption

### Finanzierung
Das Projekt erhielt große Aufmerksamkeit durch die Presse. Die Finanzierungskampagne wurde von zahlreichen Fachpublikationen sowie in Teilen auch von der Tagespresse thematisiert und mit Berichterstattungen begleitet. Project Eternity ist damit Teil des Kickstarter-Booms 2012 und war maßgeblich am deutlichen Zuwachs der Spielefinanzierungen auf Kickstarter beteiligt. Diese stieg von 3,6 Millionen US-Dollar im Jahr 2011 auf 83,1 Millionen an und konnte damit unter den insgesamt 13 Projektkategorien die mit Abstand meisten Finanzierungsgelder der 2012 insgesamt bereitgestellten 319 Millionen US-Dollar verbuchen.
Brad Reed äußerte auf Yahoo! News die Hoffnung, dass der Erfolg von Project Eternity ähnlich wie die Serie Die Sopranos beweisen würde, „dass es einen vitalen Markt für intelligent geschriebene Inhalte gebe, die für die Unterhaltung weniger auf Action als vielmehr auf originelle Erzählungen und fesselnde Charaktere setze“. Für Golem.de urteilte Redakteur Peter Steinlechner: „Der Erfolg von Project Eternity könnte langfristige Auswirkungen auf die Finanzierung von Spielen haben. Schließlich hat Obsidian besonders deutlich gezeigt, dass ein bekanntes Entwicklerteam mit einem interessanten, auf die Zielgruppe abgestimmten Projekt durchaus Summen für die Produktion erhalten kann, die den Budgets der großen Publisher ebenbürtig sind.“

### Wertungen und Verkaufszahlen
Das Spiel erhielt sehr positive Kritiken (Metacritic: 90 von 100).

“Pillars of Eternity is the Baldur’s Gate 3 we never got, returning to the Infinity Engine style of role-playing with flair.”

„Pillars of Eternity ist das Baldur’s Gate 3, das wir nie bekommen haben, eine Rückkehr mit Flair zum Rollenspiel im Stil der Infinity-Engine.“

Insgesamt hat sich Pillars of Eternity bis Oktober 2015 über 500.000 Mal verkauft. Bis Februar 2016 wurden 700.000 Kopien verkauft.

## Begleitprodukte
Mit Unterstützung durch Obsidian Entertainment initiierte der amerikanische Spieleverlag Zero Radius Games am 28. Mai 2015 ebenfalls über Kickstarter eine Crowdfundingaktion für das strategische Kartenspiel Pillars of Eternity: Lords of the Eastern Reach. Das Finanzierungsziel von 30.000 US-Dollar wurde nach einem Tag erreicht. Zu diesem Zeitpunkt befand sich das Spiel bereits seit zwei Jahren in der Entwicklung, unter Leitung des Game Designers und ZRG-Gründers Christopher Taylor (Fallout).

## Nachfolger und Spin-Off
Im Januar 2017 wurde eine Fortsetzung von Pillars of Eternity angekündigt. Pillars of Eternity 2: Deadfire wurde, wie sein Vorgänger, über eine Crowdfundingplattform, in diesem Fall Fig, finanziert. Pillars of Eternity 2 erreichte auf fig am Ende einen Betrag von 4,4 Millionen US-Dollar, womit es seinen Vorgänger übertraf. Die Geschichte des Nachfolgers wird sich an der von Pillars of Eternity anschließen und führt den Spieler in das südlich des Dyrwalds gelegene und von Piraten und Seeschlachten inspirierte Archipel Deadfire. Das Spiel erschien am 8. Mai 2018.
Als Spin-Off zu Pillars of Eternity veröffentlichte Obsidian am 18. Februar 2025 mit Avowed ein Actionrollenspiel das ebenfalls in der Welt von Eora spielt.